# Melanococcus tasmaniae
Melanococcus tasmaniae är en insektsart som beskrevs av Williams 1985. Melanococcus tasmaniae ingår i släktet Melanococcus och familjen ullsköldlöss. Inga underarter finns listade i Catalogue of Life.